# 국립마산병원
국립마산병원(國立馬山病院, Masan National Tuberculosis Hospital)은 결핵환자의 진료·연구, 결핵전문가 양성 및 결핵관리요원의 교육·훈련에 관한 업무를 관장하는 질병관리청 소속 산하 병원이다. 2002년 5월 6일 발족하였으며, 경상남도 창원시 마산합포구 가포로 215에 위치하고 있다. 원장은 고위공무원단 나등급에 속하는 임기제공무원으로 보한다.

## 직무
- 결핵환자의 진료와 임상연구
- 결핵진료요원의 교육훈련
- 결핵에 관한 홍보·계몽활동
- 국·내외 결핵 연구 협력 사업
- 기타 국가결핵정책 사업의 추진

## 연혁
- 1946년 6월: 국립마산결핵요양소 개설(200병상 규모).
- 1970년 2월: 국립마산결핵병원.
- 1985년 11월: 난치성 결핵환자 관리병동(별관) 준공.
- 1991년 7월: 집중치료실(산소병동) 설치.
- 1998년 11월: 결핵전문의 수련기관 지정.
- 2002년 5월: 국립마산병원으로 개칭.
- 2002년 11월: 임상연구소 개설.
- 2006년 1월: 책임운영기관으로 지정.
- 2020년 9월: 보건복지부 산하에서 질병관리청 산하로 조정.

## 조직

### 원장
- 서무과[4]
- 흉부내과[5]
- 흉부외과[5]
- 진단검사의학과[5]
- 약제과[5]
- 간호과[5]
- 임상연구소[6]